# Филиппс, Джон Винфорд, 1-й виконт Сент-Дэвидс
Джон Уинфорд Филиппс, 1-й виконт Сент-Дэвидс (англ. John Wynford Philipps, 1st Viscount St Davids; 30 мая 1860 — 28 марта 1938) — британский либеральный политический деятель.

## Происхождение и образование
Родился 30 мая 1860 года. Старший сын преподобного сэра Джеймса Эразмуса Филиппса, 12-го баронета (1824—1912), викария Уорминстера и пребендария Солсбери, и достопочтенной Мэри Маргарет Бест (1836—1913). Младшие братья — Айвор Филиппс, Оуэн Филиппс, 1-й барон Килсант, и Лоренс Филиппс, 1-й барон Милфорд.
Джон Филиппс получил образование в школе Фелстед и Кибл-колледже в Оксфорде, где в 1882 году получил диплом с отличием по современной истории. Он изучал право в колледже Миддл-Темпл и был принят в коллегию адвокатов в 1886 году.

## Политическая карьера
Джон Филиппс заседал в Палате общин Великобритании от Мид-Ланаркшира (1888—1894) и Пембрукшира (1898—1908).
6 июля 1908 года Джон Филиппс получил титул 1-го барона Сент-Дэвидса из Рох-Касла в графстве Пембрукшир, став членом Палаты лордов. 21 февраля 1912 года после смерти своего отца он унаследовал титул 13-го баронета Филиппса из замка Пиктон. 17 июня 1918 года для него был создан титул 1-го виконта Сент-Дэвидса из Лидстеп-Хейвена в графстве Пембрукшир.
Председатель компании Costa Rica Railway Company и Buenos Ayres & Pacific Railway в 1900 году, капитан Пембрукского имперского йоменского полка, президент Организации по трудоустройству отставных офицеров в 1911 году, член Тайного совета Великобритании с 1914 года.
В 1922 году он был награжден Большим крестом Ордена Британской империи.

## Личная жизнь
Лорд Сент-Дэвидс был женат дважды. 14 февраля 1888 года он женился первым браком на Леоноре Герстенберг (4 ноября 1862 — 30 марта 1915), дочери Исидора Герстенберга и Фанни Элис Бауэр. У супругов было двое детей:
- Капитан Достопочтенный Колвин Эразм Арнольд Филиппс (11 декабря 1888 — 13 мая 1915)
- Капитан Достопочтенный Роланд Эразмус Филиппс (27 февраля 1890 — 7 июля 1916)

Оба их сына погибли во время Первой мировой войны и, таким образом, умерли раньше своего отца и не унаследовали его титул.
Второй брак лорда Сент-Дэвидса был заключен 27 апреля 1916 года с Элизабет Фрэнсис Эбни-Гастингс (10 июня 1884 — 12 декабря 1974), дочери майора Полин Фрэнсис Катберт Родон-Гастингс и леди Мод Гримстон. У супругов было двое детей:
- Джестин Реджинальд Остин Плантагенет Филиппс, 2-й виконт Сент-Дэвидс (19 февраля 1917 — 10 июня 1991)
- Достопочтенная Лелгард Де Клер Элизабет Филиппс (23 сентября 1918—1984), В 1950 году она вышла замуж за Колина Чарльза Эванса, с которым развелась в 1967 году[5].